# Espelho de Fresnel
Na física atômica, um espelho de Fresnel (ou espelho atômico ranhurado, ou espelho de difração de Fresnel) é um tipo de espelho atômico, projetado para a reflexão especular de partículas neutras (átomos) que chegam a um ângulo de incidência rasante. Para reduzir a atração média das partículas pela superfície e aumentar a refletividade, esta superfície possui ranhuras estreitas.

## Refletividade de espelhos atômicos ranhurados
Várias estimativas sobre a eficiência da reflexão quântica de ondas em espelho ranhurado foram discutidas na literatura. Todas as estimativas utilizam explicitamente a teoria de Broglie sobre as propriedades ondulatórias dos átomos refletidos.

### Escalonamento da força de van der Waals
As ranhuras aumentam a reflexão quântica da superfície, reduzindo a constante efetiva {\displaystyle ~C~} da atração de van der Waals dos átomos para a superfície. Tal interpretação leva à estimativa da refletividade:
{\displaystyle \displaystyle r\approx r_{0}\!\left({\frac {\ell }{L}}C,\!~K\sin(\theta )\right)},
onde {\displaystyle ~\ell ~} é a largura das ranhuras, {\displaystyle ~L~} é a distância entre as ranhuras, {\displaystyle \displaystyle ~\theta ~} é o ângulo de incidência rasante, e {\displaystyle ~K=mV/\hbar ~} é o número de onda e {\displaystyle ~r_{0}(C,k)~} é o coeficiente de reflexão de átomos com número de onda {\displaystyle ~k~} de uma superfície plana em incidência normal. Tal estimativa prevê o aumento da refletividade com o aumento do período {\displaystyle ~L~}; esta estimativa é válida em {\displaystyle KL\!~\theta ^{2}\ll 1}. Veja reflexão quântica para a aproximação (ajuste) da função {\displaystyle ~r_{0}~}

### Interpretação como efeito Zeno
Para ranhuras estreitas com grande período {\displaystyle L}, as ranhuras simplesmente bloqueiam parte da frente de onda. Portanto, isso pode ser interpretado em termos da difração de Fresnel da onda de de Broglie, ou o efeito Zeno; tal interpretação leva à estimativa da refletividade
{\displaystyle ~\displaystyle r\approx \exp \!\left(-{\sqrt {8\!~K\!~L}}~\theta \right)~},
onde o ângulo de incidência rasante {\displaystyle \displaystyle ~\theta ~} é suposto ser pequeno. Esta estimativa prevê um aumento da refletividade com a diminuição do período {\displaystyle ~L~}. Esta estimativa requer que {\displaystyle ~\ell /L\ll 1~}

### Limite fundamental
Para espelhos ranhurados eficientes, ambas as estimativas acima devem prever alta refletividade. Isso implica na redução tanto da largura, {\displaystyle \ell }, das ranhuras quanto do período, {\displaystyle L}. A largura das ranhuras não pode ser menor que o tamanho de um átomo; isso estabelece o limite de desempenho dos espelhos ranhurados.

## Aplicações de espelhos ranhurados
Espelhos ranhurados ainda não foram comercializados, embora certas conquistas possam ser mencionadas. A refletividade de um espelho atômico ranhurado pode ser ordens de magnitude melhor do que a de uma superfície plana. O uso de um espelho ranhurado como um holograma atômico foi demonstrado.
No trabalho de Shimizu e Fujita, a holografia de átomos é alcançada através de eletrodos implantados em um filme de SiN4 sobre um espelho atômico, ou talvez como o próprio espelho atômico.
Espelhos ranhurados também podem refletir luz visível; no entanto, para ondas de luz, o desempenho não é melhor do que o de uma superfície plana. Um espelho ranhurado elipsoidal é proposto como o elemento focalizador para um sistema óptico atômico com resolução submicrométrica (nanoscópio atômico).